# West Rutland (Vermont)
West Rutland – miasto w Stanach Zjednoczonych, w stanie Vermont, w hrabstwie Rutland.